# Felix Genn
Pour les articles homonymes, voir Genn.
Felix Genn, né le 6 mars 1950 à Burgbrohl (Rhénanie-Palatinat), est un prélat catholique allemand, évêque d'Essen de 2003 à 2009 et évêque de Münster de 2009 à 2025.

## Biographie

### Formation
Felix Genn grandit à Wassenach près du Lac de Laach. Après avoir obtenu son diplôme en 1969 au Gymnasium Salentin de Andernach, il rejoint le séminaire de Trèves et étudie jusqu'en 1974 la théologie à Ratisbonne. Le 11 juillet 1976, il est ordonné prêtre à Trèves, et devient, en 1978, aumônier à Bad Kreuznach. De 1978 à 1985, il est chancelier du séminaire épiscopal de Trèves. Le 29 juin 1985, il obtient son doctorat à la Faculté de Théologie de Trèves avec une thèse intitulée Comprendre le ministère de l'Église dans son rapport à la théologie trinitaire chez saint Augustin. Jusqu'en 1994, il est directeur spirituel du séminaire.
De 1994 à 1997, il travaille comme professeur permanent sur la spiritualité chrétienne à la Faculté de théologie de Trèves. En parallèle, il est nommé chef du pèlerinage de Saint-Robe par Hermann Josef Spital (de).

### Épiscopat
Le 16 avril 1999, le pape Jean-Paul II le nomme évêque titulaire d'Uzalis (de) et évêque auxiliaire du diocèse de Trèves. Le 30 mai de la même année, il est consacré par Hermann Josef Spital. Ses coconsécrateurs sont Alfred Kleinermeilert et Franz-Josef Bode.
Le 4 avril 2003, le pape Jean-Paul II le nomme évêque d'Essen. Le 6 juillet 2003, il s'y installe officiellement.
Le 19 décembre 2008, le pape Benoît XVI le nomme, après l'élection par le chapitre de Münster, comme le successeur de Reinhard Lettmann ; l'inauguration solennelle et la possession canonique ont lieu le 29 mars 2009.
Il est également président de la Commission du clergé et des professions de l'Église de Conférence épiscopale allemande.
Le 16 décembre 2013, il est nommé par le pape François, membre de la Congrégation pour les évêques.
Sa démission pour raison d'âge est acceptée le 9 mars 2025.

## Succession apostolique
Felix Genn a ordonné les évêques suivants :
- Évêque Ludger Schepers (2008)
- Évêque Johannes Bahlmann (de), O.F.M. (2009)
- Évêque Dieter Geerlings (2010)
- Évêque Christoph Hegge (2010)
- Évêque Wilfried Theising (2010)
- Évêque Stefan Zekorn (2011)
- Évêque Rolf Lohmann (de) (2017)

## Publications
- Trinitiät und Amt nach Augustinus, Diss., Einsiedeln 1986 ;
- Aufbau und Aufbruch, Trier 1997 ;
- Denn dazu bin ich gekommen, Trier 1997 ;
- Klartext Glaube. Ein Bischof stellt sich ungeschminkten Fragen, Freiburg 2007 ;
- Es würde der Welt etwas fehlen. Pastorale Impulse aus dem Geist der Exerzitien, Würzburg 2008.